# Parhyale piloi
Parhyale piloi is een vlokreeftensoort uit de familie van de Hyalidae. De wetenschappelijke naam van de soort is voor het eerst geldig gepubliceerd in 2017 door Myers, Trivedi, Gosavi en Vachhrajani.